# Dixie (canción)
«Dixie», también conocida como «Dixie's Land», «I Wish I Was in Dixie» (Ojalá estuviera en Dixie), y otros títulos, es una canción popular en el sur de los Estados Unidos. Es uno de los productos musicales más distintivos del sur estadounidense del siglo XIX y, probablemente, la canción más conocida que haya salido del blackface minstrel. Al principio no fue una canción popular, pero progresivamente ha entrado en el folclore vernáculo estadounidense. La canción probablemente cimentó la palabra "dixie" en el vocabulario estadounidense como un apodo para el sur de Estados Unidos. 
La mayoría de las fuentes acreditan como autor a Daniel Decatur Emmett, nacido en Ohio, aunque otras personas han reclamado crédito, incluso durante la vida de Emmett. Para agravar el problema, están las propias cuentas confusas de Emmett sobre su escritura y su retraso en el registro de sus derechos de autor. El último desafío se realizó en nombre de la Snowden Family Band del condado de Knox (Ohio), que puede haber colaborado con Emmett para escribir «Dixie». 
«Dixie» se originó en los espectáculos de juglares de la década de 1850 y rápidamente se hizo popular en todo Estados Unidos. Durante la Guerra de Secesión, fue adoptado como el himno nacional de facto de los Estados Confederados de América. Aparecieron nuevas versiones en este momento que vincularon más explícitamente la canción con los eventos de la Guerra Civil. 
La canción era la favorita del presidente Abraham Lincoln; fue interpretada en algunos de sus mítines políticos y en el anuncio de la rendición del general Robert E. Lee. La primera grabación conocida de esta canción fue realizada por Billy Murray, en un dúo con Ada Jones, en 1916.

## Estructura
«Dixie» se estructura en un grupo de compás de cinco y dos, alternando versos y estribillos, siguiendo un patrón de AABC. Como se realizó originalmente, un solista o un pequeño grupo se adelanta y canta los versos, y toda la compañía responde en diferentes momentos; la línea repetida "¡mira a lo lejos!" (look away!) fue probablemente una parte cantada al unísono tal como está. A medida que la canción se hizo popular, el público probablemente se unió a la compañía para cantar el coro. Tradicionalmente, otras ocho medidas de juego de violín no acompañado siguieron, llegando a un cierre parcial en el medio; desde 1936, esta parte rara vez se ha impreso con la partitura.
La canción se tocaba tradicionalmente a un ritmo más lento que el que se toca en la actualidad. Rítmicamente, la música se "caracteriza por un puntal pesado, despreocupado, poco elegante" y está en dos metros, lo que lo hace adecuado para bailar y marchar. «Dixie» emplea un solo motivo rítmico (dos pastillas de una decimosexta nota seguidas de una nota más larga), que se integra en frases melódicas largas. El contenido melódico consiste principalmente en arpegiaciones de la tríada tónica, estableciendo firmemente la tonalidad principal. La melodía del coro emula las inflexiones naturales de la voz (particularmente en la palabra "away"), y puede explicar parte de la popularidad de la canción.

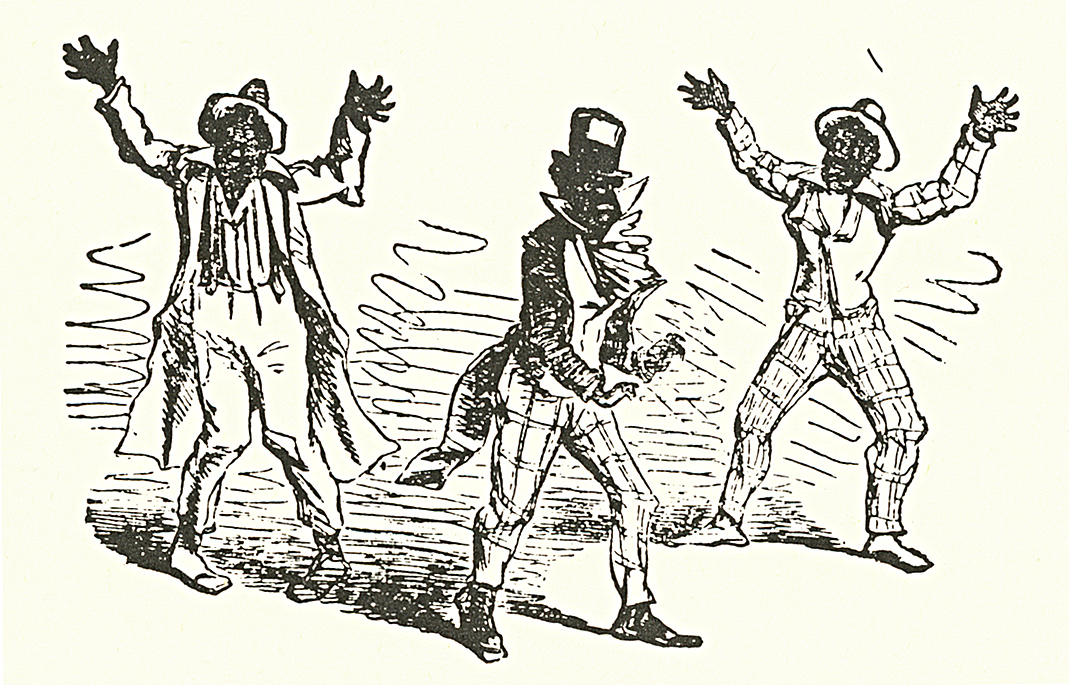
Detalle de una lista de reproducción de los juglares de Bryant que representan la primera parte de un recorrido, con fecha 19 de diciembre de 1859

Según el musicólogo Hans Nathan, «Dixie» se parece a otro material que Dan Emmett escribió para ''Bryant's Minstrels'' , y al escribirlo, el compositor dibujó una serie de obras anteriores. La primera parte de la canción es anticipada por otras composiciones de Emmett, incluida " De Wild Goose-Nation " (1844), derivada de " Gumbo Chaff " (1830) y, en última instancia, una canción inglesa del siglo XVIII llamada " Bow Wow Wow ".. La segunda parte probablemente esté relacionada con material aún más antiguo, probablemente canciones populares escocesas. El coro sigue partes de " Johnny Roach ", una pieza de Emmett de principios de 1859.
Al igual que con otro material vinculado al blackface, las actuaciones de «Dixie» fueron acompañadas por el baile. La canción es un recorrido, que originalmente comenzó con unos pocos juglares representando las letras, solo para que se unieran el resto de la compañía (una docena de individuos para los Bryants). Como lo muestra la partitura original (ver más abajo), la melodía de baile utilizada con «Dixie» por Bryant's Minstrels, quien introdujo la canción en el escenario de Nueva York, fue "Albany Beef", un carrete de estilo irlandés que luego incluyó Dan Emmett en un libro instructivo, fue coautor en 1862. Los bailarines probablemente actuaron entre versos, y un solo bailarín usó el solo de violín al final de la canción para "pavonearse, girar su bastón o bigote, y tal vez hacer un guiño malicioso a una chica en la primera fila".

## Letra
Existen innumerables variantes líricas de «Dixie», pero la versión atribuida a Dan Emmett y sus variaciones son las más populares. Las letras de Emmett, tal como estaban destinadas originalmente, reflejan el estado de ánimo de los Estados Unidos a fines de la década de 1850 hacia el creciente sentimiento abolicionista. La canción presentaba el punto de vista, común al minstrely en su momento, de que la esclavitud era en general una institución positiva. El esclavo se había utilizado en canciones de juglar desde principios de la década de 1850, incluyendo " I Ain't Got Time to Tarry " de Emmett y "Johnny Roach". El hecho de que «Dixie» y sus precursores sean melodías de baile solo aclara más el tema. En resumen, «Dixie» hizo el caso, con más fuerza que cualquier otra melodía anterior, de que los esclavos pertenecían a la esclavitud. Esto se logró a través del protagonista de la canción, quien, en cómic dialecto negro, implica que a pesar de su libertad, siente nostalgia por la plantación de su nacimiento.
Las letras usan muchas frases comunes que se encuentran en las melodías del juglar del día: "I wish I was in ..." (Ojalá estuviera en...) se remonta al menos a "Clare de Kitchen "(principios de la década de 1830), y "Away down south in ..." (Lejos al sur en...) aparece en muchas más canciones, incluyendo" I'm Gwine ober de Mountain "de Emmett (1843). La segunda estrofa claramente se hace eco de "Gumbo Chaff" de la década de 1830: "Den Missus she did marry Big Bill de weaver / Soon she found out he was a gay deceiver" (Den Missus, se casó con Big Bill de weaver / Pronto descubrió que era un libertino). La estrofa final reescribe partes de la propia "De Wild Goose-Nation" de Emmett: "De tarapin he thot it was time for to trabble / He screw aron his tail and begin to scratch grabble." (De tarapin él no llegó el momento de trabar / Enroscar su cola y comenzar a raspar el agarre). Incluso la frase "Dixie's land" (la tierra de Dixie) se usó en "Johnny Roach" de Emmett y "I Ain't Got Time to Tarry", ambas interpretadas por primera vez a principios de 1859. 

Al igual que con otro material de minstrel, «Dixie» entró en circulación común entre los artistas de blackface, y muchos de ellos agregaron sus propios versos o alteraron la canción de otras maneras. El propio Emmett adoptó la melodía de un espiritual pseudoafricano en los años 1870 o 1880. El coro cambió a: 
I wish I was in Canaan

Oaber dar—Oaber dar,

In Canaan's lann de color'd man

Can lib an die in cloaber

Oaber dar—Oaber dar,

Oaber dar in de lann ob Canaan.
 Ambos compositores de la Unión y de la Confederación produjeron versiones de guerra de la canción durante la Guerra Civil Americana. Estas variantes estandarizaron la ortografía e hicieron a la canción más militante, reemplazando el escenario esclavo con referencias específicas al conflicto o al orgullo del Norte o del Sur. Este verso confederado de Albert Pike es representativo: 
Southrons! hear your country call you!

Up! lest worse than death befall you! ...

Hear the Northern thunders mutter! ...

Northern flags in South wind flutter; ...

Send them back your fierce defiance!

Stamp upon the cursed alliance!
 Compara letras de Frances J. Crosby's Union : 
On! ye patriots to the battle,

Hear Fort Moultrie's cannon rattle!

Then away, then away, then away to the fight!

Go meet those Southern traitors,

With iron will.

And should your courage falter, boys,

Remember Bunker Hill.

Hurrah! Hurrah! The Stars and Stripes forever!

Hurrah! Hurrah! Our Union shall not sever!
 Una segunda versión "no oficial" de la Unión fue popular entre las tropas de la Unión, conocida como Union Dixie : 
Away down South in the land of traitors,

Rattlesnakes and alligators,

Right away, come away, right away, come away.

Where cotton's king and men are chattels,

Union boys will win the battles,

Right away, come away, right away, come away.

Then we'll all go down to Dixie,

Away, away,

Each Dixie boy must understand

That he must mind his Uncle Sam.
 "The New Dixie!: The True 'Dixie' para Northern Singers" toma un enfoque diferente, dando vuelta a la canción original: 
Den I'm glad I'm not in Dixie

Hooray! Hooray!

In Yankee land I'll took my stand,

Nor lib no die in Dixie
 Los soldados de ambos lados escribieron interminables versiones parodiales de la canción. A menudo, estos discutían las banalidades de la vida de campamento: "Pork and cabbage in the pot, / It goes in cold and comes out hot," (Carne de cerdo y repollo en la olla, / se enfría y sale caliente) o, "Vinegar put right on red beet, / It makes them always fit to eat." (El vinagre se pone directamente sobre la remolacha roja, / las hace siempre adecuados para comer). Otros fueron más absurdos: "Way down South in the fields of cotton, / Vinegar shoes and paper stockings." (Hacia el sur en los campos de algodón, / zapatos de vinagre y medias de papel). 

Aparte de su versión en inglés estándar, el coro fue la única sección que no se modificó regularmente, incluso para las parodias. El primer verso y el coro, en forma no dialectal, son las partes más conocidas de la canción hoy: 
I wish I was in the land of cotton, old times there are not forgotten,

Look away, look away, look away, Dixie Land.

In Dixie Land where I was born in, early on a frosty mornin',

Look away, look away, look away, Dixie Land.

Then I wish I was in Dixie, hooray! hooray!

In Dixie Land I'll take my stand to live and die in Dixie,

Away, away, away down South in Dixie,

Away, away, away down South in Dixie.

## Composición y copyright

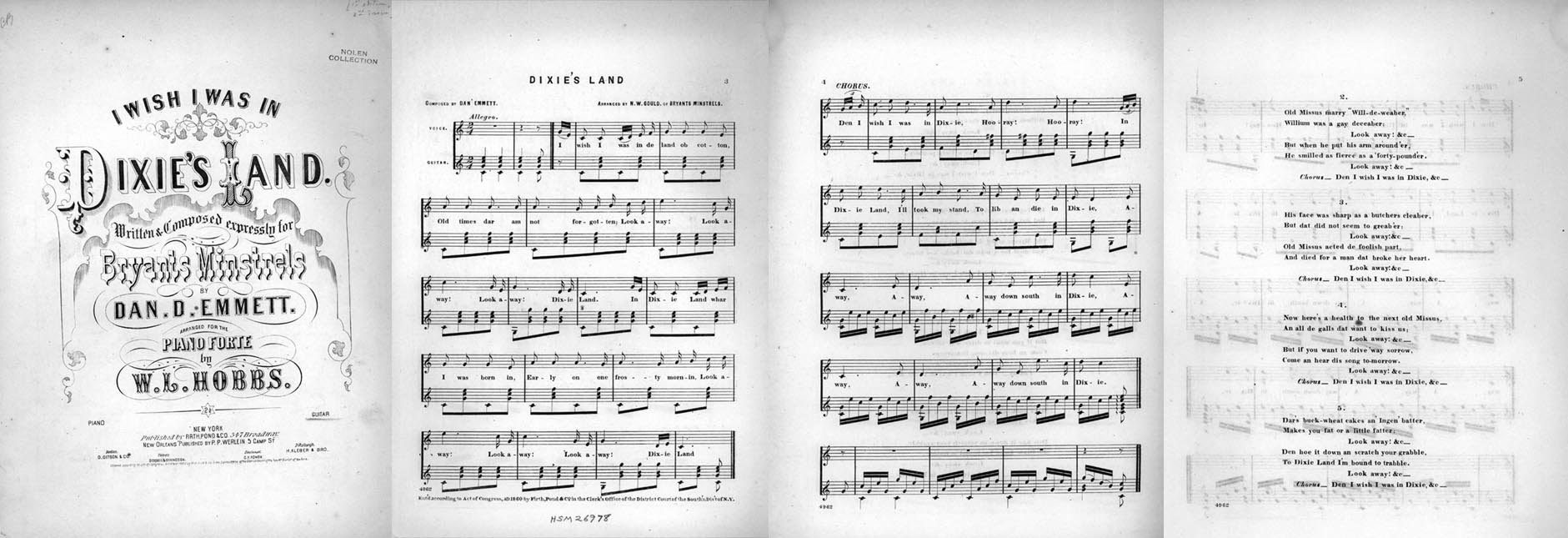
Partitura de «I Wish I Was in Dixie's Land»

Según la tradición, el compositor Daniel Decatur Emmett, nacido en Ohio, escribió «Dixie» alrededor de 1859. A lo largo de su vida, Emmett contó a menudo la historia de su composición y los detalles varían con cada cuenta. Por ejemplo, en varias versiones de la historia, Emmett dijo que había escrito «Dixie» en unos minutos, en una sola noche y durante unos días. Una edición de 1872 del New York Clipper ofrece uno de los primeros relatos, que relató que un sábado por la noche, poco después de que Emmett fuera contratado como compositor de los Minstrels de Bryant, Jerry Bryant le dijo que necesitarían un nuevo recorrido para el lunes siguiente. Por esta cuenta, Emmett se encerró en su apartamento de Nueva York y escribió la canción ese domingo por la noche.
Otros detalles emergen en cuentas posteriores. En uno, Emmett dijo que "de repente,  ... Me levanté de un salto y me senté a la mesa para trabajar. En menos de una hora tuve el primer verso y el coro. Después de eso fue fácil. " En otra versión, Emmett se quedó mirando la noche lluviosa y pensó: "Ojalá estuviera en Dixie". Luego, "Como un destello, el pensamiento sugirió la primera línea del recorrido, y un poco más tarde, el juglar, el violín en mano, estaba trabajando en la melodía" (una historia diferente dice que la esposa de Emmett pronunció la famosa línea). Otra variante, fechada en 1903, cambia aún más los detalles: "Estaba de pie junto a la ventana, contemplando el día lluvioso y crudo, y la vieja sensación de circo me invadió. Zumbé el viejo estribillo, 'Desearía estar en Dixie', y la inspiración me impactó. Tomé mi pluma y en diez minutos había escrito los primeros versos con música. Los versos restantes fueron fáciles ". En sus últimos años, Emmett incluso dijo que había escrito la canción años antes de mudarse a Nueva York. Un artículo del Washington Post apoya esto, dando una fecha de composición de 1843.
Emmett publicó «Dixie» (bajo el título "I Wish I Was in Dixie's Land") el 21 de junio de 1860 a través de Firth, Pond & Co. en Nueva York. El manuscrito original se ha perdido; copias existentes se hicieron durante el retiro de Emmett, a partir de la década de 1890. La tardanza de Emmett al registrar los Derecho de autor de la canción le permitió proliferar entre otros grupos de juglares y artistas de variedades. Ediciones rivales y variaciones se multiplicaron en cancioneros, periódicos y costados. El primero de estos que se conoce hoy es una edición con derechos de autor para piano de la John Church Company of Cincinnati, publicada el 26 de junio de 1860. Otros editores atribuyeron compositores completamente inventados con la canción: "Jerry Blossom" y "Dixie, Jr.", entre otros. El más serio de estos desafíos durante la vida de Emmett vino del sureño William Shakespeare Hays ; este reclamante intentó probar sus acusaciones a través de una sociedad histórica del sur, pero murió antes de que pudieran presentar pruebas concluyentes. Para 1908, cuatro años después de la muerte de Emmett, no menos de 37 personas habían reclamado la canción como suya.
«Dixie» es la única canción que Emmett dijo que había escrito en un estallido de inspiración, y el análisis de las notas y escritos de Emmett muestra que "un copista meticuloso, [quien] pasó innumerables horas recolectando y componiendo canciones y refranes para la etapa de juglar.  ...; Se dejó poca evidencia para el momento de la improvisación ". El New York Clipper escribió en 1872 que "la reclamación [de Emmett] de la autoría de 'Dixie' fue y sigue siendo cuestionada, tanto dentro como fuera de la profesión del juglar". El propio Emmett dijo: "La gente en general, si no siempre, tiene la oportunidad de escuchar todas las canciones locales a medida que pasan por las diferentes secciones del país, y particularmente con las compañías de juglares, que siempre están atentas a las canciones. y dichos que responderán a su negocio ". En un momento dado, afirmó que había basado la primera parte de «Dixie» en "Come Philander Let's Be Marchin, Every One for His True Love Searchin", que describió como una "canción de sus días de infancia". El análisis musical muestra algunas similitudes en el esquema melódico, pero las canciones no están estrechamente relacionadas. Emmett también acreditó «Dixie» a una vieja canción de circo. A pesar de la disputada autoría, Firth, Pond & Co. pagó a Emmett $ 300 por todos los derechos de «Dixie» el 11 de febrero de 1861, quizás por temor a complicaciones provocadas por la inminente Guerra Civil.

### Origen de los términos «Dixie» y "Dixieland"
Existen varias teorías sobre el origen del término "dixie". De acuerdo con Robert LeRoy Ripley (fundador de Ripley, ¡aunque usted no lo crea! ), "Dixieland" era una granja en Long Island, Nueva York, propiedad de un hombre llamado John Dixie. Se hizo amigo de tantos esclavos antes de la Guerra Civil que su lugar se convirtió en una especie de paraíso para ellos. 
James H. Street dice que "Johaan Dixie" era un granjero de Haarlem (Manhattan Island) que decidió que sus esclavos no eran rentables porque estaban inactivos durante el invierno de Nueva York, por lo que los envió a Charleston, donde los vendieron. Posteriormente, los esclavos estaban ocupados constantemente, anhelando la vida menos agotadora en la granja de Haarlem; ellos cantaban: "Desearía que estuviéramos de nuevo en la tierra de Dixie". 
La teoría más popular sostiene que el término se originó en la línea Mason-Dixon.

## Popularidad en la Guerra de Secesión

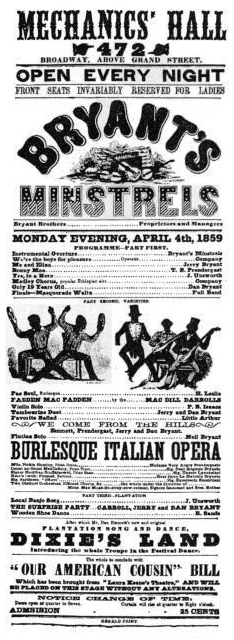
Detalle de una lista de reproducción de Bryant's Minstrels en el estreno de «Dixie», 4 de abril de 1859, en Mechanics 'Hall, Nueva York.

Bryant's Minstrels se estrenó como «Dixie» en la ciudad de Nueva York el 4 de abril de 1859, como parte de su espectáculo de minitrel de cara negra. Apareció el segundo en último lugar en el proyecto de ley, tal vez una indicación de la falta de fe de los Bryant en que la canción podría llevar a todo el final del espectáculo del juglar. El recorrido fue catalogado como una "canción y baile de plantación". Fue un éxito arrollador, y los Bryants rápidamente lo convirtieron en su número de cierre estándar. 

«Dixie» ganó rápidamente un amplio reconocimiento y estatus como un estándar de juglar, y ayudó a reavivar el interés en el material de plantación de otras compañías, particularmente en el tercer acto. Se convirtió en un favorito de Abraham Lincoln y se jugó durante su campaña en 1860. The New York Clipper escribió que era "una de las composiciones más populares jamás producidas" y que "había sido cantada, silbada y tocada en todos los cuartos del mundo". Los Serenader de Buckley interpretaron la canción en Londres a fines de 1860, y para fines de la década, había encontrado su camino en el repertorio de los marineros británicos. Cuando estalló la Guerra Civil Americana, un neoyorquino escribió: 
 Dixie "se ha convertido en una institución, una institución irreprimible en esta sección del país.  ... Como consecuencia, cada vez que se produce «Dixie», la pluma cae de los dedos del dependiente laborioso, las gafas de la nariz y el papel de las manos del comerciante, la aguja de los dígitos ágiles de la doncella o la matrona, y todos Las manos van cojeando, tambaleándose al ritmo de la música mágica de «Dixie». 
 Rumsey y Newcomb Minstrels llevaron a «Dixie» a Nueva Orleans en marzo de 1860; El recorrido se convirtió en el éxito de su show. Que abril Mrs. John Wood cantó «Dixie» en un burlesco de John Brougham llamado Po-ca-hon-tas, o The Gentle Savage, aumentando la popularidad de la canción en Nueva Orleans. En la superficie, «Dixie» parece un candidato poco probable para un golpe sureño; tiene un compositor del norte, protagonista de un protagonista negro, está pensado para ser una canción de baile y carece de la fanática patriótica de la mayoría de los himnos y marchas nacionales. Si no hubiera sido por el ambiente de seccionalismo en el que debutó «Dixie», podría haberse desvanecido en la oscuridad. Sin embargo, el estribillo "En Dixie Land me pongo de pie / A lib an die in Dixie", junto con el primer verso y su imagen optimista del Sur, se impacta. La audiencia de Woods en Nueva Orleans exigió no menos de siete encores.

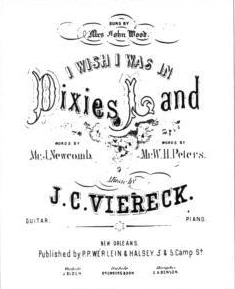
Partituras no autorizadas de «Dixie», publicadas por PP Werlein y Halsey de Nueva Orleans, Luisiana, en 1861

El editor de Nueva Orleans PP Werlein se aprovechó y publicó «Dixie» en Nueva Orleans. Acreditó la música a JC Viereck y Newcomb por sus letras. Cuando el juglar negó la autoría, Werlein cambió el crédito a WH Peters. Versión de Werlein, subtitulada "Cantada por la Sra. John Wood, fue el primer «Dixie» en eliminar el falso dialecto negro y las faltas de ortografía. La publicación no pasó desapercibida, y Firth Pond & Co. amenazó con demandar. La fecha en la partitura de Werlein precede a la versión de Firth, Pond & Co., pero Emmett luego recordó que Werlein le había enviado una carta para comprar los derechos por $ 5. En una convención de editores musicales de Nueva York, Firth, Pond & Co. logró convencer a los presentes de que Emmett era el compositor. En futuras ediciones del arreglo de Werlein, Viereck se acredita simplemente como " arreglista ". Irónicamente o con sinceridad, Emmett dedicó una secuela llamada " Me voy a casa con Dixie " a Werlein en 1861.
«Dixie» se extendió rápidamente al resto del sur, disfrutando de una gran popularidad. A fines de 1860, los secesionistas lo habían adoptado como suyo; el 20 de diciembre, la banda tocó «Dixie» después de cada voto para la secesión en St. Andrew's Hall en Charleston, Carolina del Sur. El 18 de febrero de 1861, la canción tomó algo del aire del himno nacional cuando se tocó en la inauguración de Jefferson Davis, organizada como un quickstep por Herman Frank Arnold, y posiblemente por primera vez como un arreglo de banda.. El mismo Emmett le dijo a un pequeño juglar ese año que "si hubiera sabido para qué servirían para poner mi canción, me condenarán si lo hubiera escrito".
 

En mayo de 1861, el confederado Henry Hotze escribió: 
 Es maravilloso con la rapidez con la que se ha disparado el fuego «Dixie» se ha extendido por todo el sur. Considerado como una molestia intolerable cuando las calles se hicieron eco del repertorio de juglares ambulantes, ahora es justo convertirse en el símbolo musical de una nueva nacionalidad, y seremos afortunados si no impone su propio nombre en nuestro país.. 
 Los sureños que rechazaron los bajos orígenes de la canción y la naturaleza cómica cambiaron la letra, generalmente para centrarse en el orgullo del sur y la guerra. Albert Pike ha disfrutado de la mayor popularidad; The Natchez (Mississippi) Courier lo publicó el 30 de mayo de 1861 como "The War Song of Dixie", seguido por Werlein, quien nuevamente le dio crédito a Viereck por su composición. Henry Throop Stanton publicó otra «Dixie» de temática de guerra, que dedicó a "The Boys in Virginia". Las desafiantes "En Dixie Land, tomaré mi puesto / Vivir y morir en Dixie" fueron las únicas líneas utilizadas con cierta coherencia. El tempo también se aceleró, ya que la canción era una melodía rápida útil. Los soldados confederados en general prefirieron estas versiones de guerra a las letras originales del juglar. «Dixie» fue probablemente la canción más popular para los soldados confederados en la marcha, en la batalla y en el campamento.
Los sureños que se unieron a la canción demostraron ser reacios a reconocer a un yanqui como su compositor. En consecuencia, algunos le atribuyen una tradición más larga como una canción popular. El poeta John Hill Hewitt escribió en 1862 que "El aire hogareño de 'Dixie', de origen extremadamente dudoso.  ... [se] cree generalmente que surgió de un stock noble de melodías de estibadores sureños ".
Mientras tanto, muchos abolicionistas del Norte se ofendieron por la apropiación de «Dixie» por parte del Sur porque originalmente fue escrita como una crítica satírica de la institución de la esclavitud en el Sur. Antes incluso de la caída de Fort Sumter, Frances J. Crosby publicó "Dixie for the Union" y "Dixie Unionized". La melodía formó parte del repertorio de ambas bandas de la Unión y las tropas comunes hasta 1863. Broadsides circuló con títulos como "The Union 'Dixie'" o "The New Dixie, the True 'Dixie' para Northern Singers". Las "Dixies" del norte discreparon con los sureños sobre la institución de la esclavitud y esta disputa, en el centro de la división y la destructividad de la Guerra Civil Americana, se desarrolló en la cultura de la música popular estadounidense a través de las disputas sobre el significado de esta canción. El propio Emmett organizó «Dixie» para el ejército en un libro de instrucciones de pífano en 1862, y un trabajo de 1904 de Charles Burleigh Galbreath afirma que Emmett dio su aprobación oficial a las letras de la Unión de Crosby. Al menos 39 versiones de la canción, tanto vocal como instrumental, se publicaron entre 1860 y 1866.
Los norteños, Emmett entre ellos, también declararon que la "Tierra de Dixie" de la canción estaba en realidad en el Norte. Una historia común, todavía citada hoy, afirmaba que Dixie era una esclava de Manhattan que había enviado a sus esclavos al sur justo antes de la prohibición de la esclavitud en Nueva York en 1827. Las historias tuvieron poco efecto; Para la mayoría de los estadounidenses, «Dixie» era sinónimo del Sur.
 

El 10 de abril de 1865, un día después de la rendición del general Robert E. Lee, Lincoln se dirigió a una multitud de la Casa Blanca: 
 Propongo cerrar ahora solicitando que toques una determinada pieza de música o una melodía. Pensé «Dixie» una de las mejores canciones que he escuchado  ... Había oído que nuestros adversarios en el camino habían intentado apropiarse de ello. Insistí ayer que lo habíamos capturado bastante.  ... Presenté la pregunta al Fiscal General y él opinó que es nuestro premio legítimo.  ... Le pido a la banda que nos den un buen giro. 
 Con esa y otras acciones, Lincoln demostró su voluntad de ser conciliador con el Sur y de restaurar la Unión tan pronto como sea posible.

## «Dixie» reconstruida

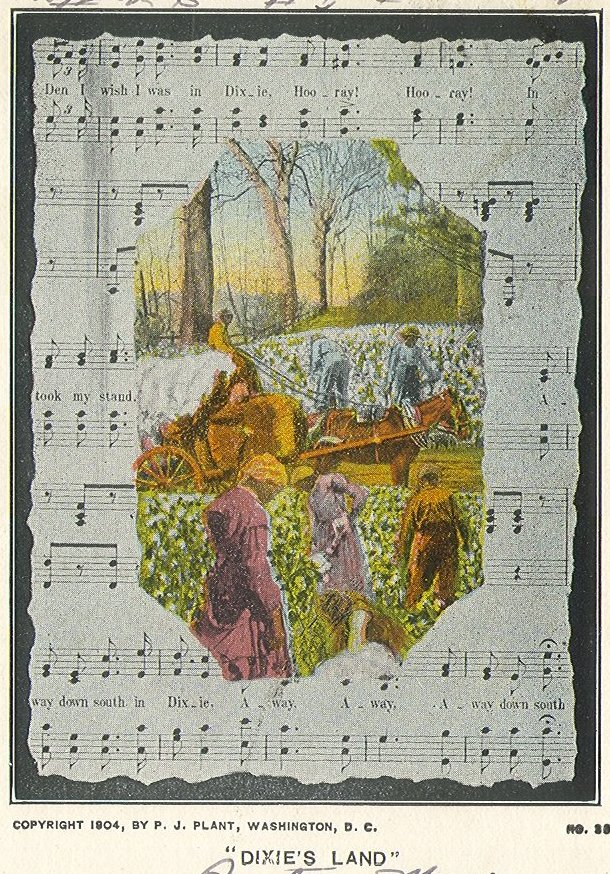
"DIXIE'S LAND", 1904 postal

«Dixie» reingresó lentamente en los repertorios del norte, principalmente en actuaciones privadas. Los neoyorquinos resucitaron historias sobre «Dixie» como parte de Manhattan, reclamando así la canción por sí mismos. The New York Weekly escribió: "... nadie ha oído hablar de que la tierra de Dixie sea otra que la Isla de Manhattan hasta hace poco, cuando se suponía erróneamente que se refería al Sur, por su conexión con la patética alegoría de los negros". En 1888, los editores de un libro de canciones de Boston incluyeron «Dixie» como "canción patriótica", y en 1895 la Asociación de Veteranos de la Confederación sugirió una celebración en honor de «Dixie» y Emmett en Washington como un tributo bipartidista. Uno de los planificadores señaló que: 
 En esta era de paz entre las secciones.  ... miles de personas de todas las partes de los Estados Unidos estarán encantados de unirse con los ex confederados en la manifestación propuesta, y ya algunos de los principales hombres que lucharon en el lado de la Unión están entusiastamente a favor de llevar a cabo el programa. Dixie es hoy un aire tan animado y popular como siempre, y su reputación no se limita al continente americano.  ... [W] aquí es interpretado por una banda grande y fuerte que los auditores no pueden ayudar a mantener el tiempo con la música. 
 Sin embargo, «Dixie» todavía estaba más fuertemente asociada con el Sur. Los cantantes y escritores del norte a menudo lo usaban para la parodia o como una cita en otras piezas para establecer una persona o entorno como el sur. Por ejemplo, los afroestadounidenses Eubie Blake y Noble Sissle citaron a «Dixie» en la canción "Bandana Days" por su musical de 1921 Shuffle Along. En 1905, las United Daughters of the Confederacy montaron una campaña para reconocer una versión oficial de la canción en el Sur (una que la eliminaría para siempre de sus asociaciones afroamericanas). Aunque obtuvieron el apoyo de los Veteranos Confederados Unidos y los Sons of Confederate Veterans, la muerte de Emmett el año anterior se convirtió en sentimiento contra el proyecto, y los grupos finalmente no tuvieron éxito en tener cualquiera de las 22 entradas universalmente adoptadas. La canción se tocó en la dedicación de monumentos confederados como el Monumento Privado Confederado en Centennial Park, Nashville, Tennessee, el 19 de junio de 1909.
Cuando los afroamericanos ingresaron a Minstrelsy, explotaron la popularidad de la canción en el sur tocando «Dixie» cuando llegaron por primera vez a una ciudad del sur. Según Tom Fletcher, un juglar negro de la época, tendía a complacer a aquellos que de otro modo podrían ser antagónicos a la llegada de un grupo de hombres negros.

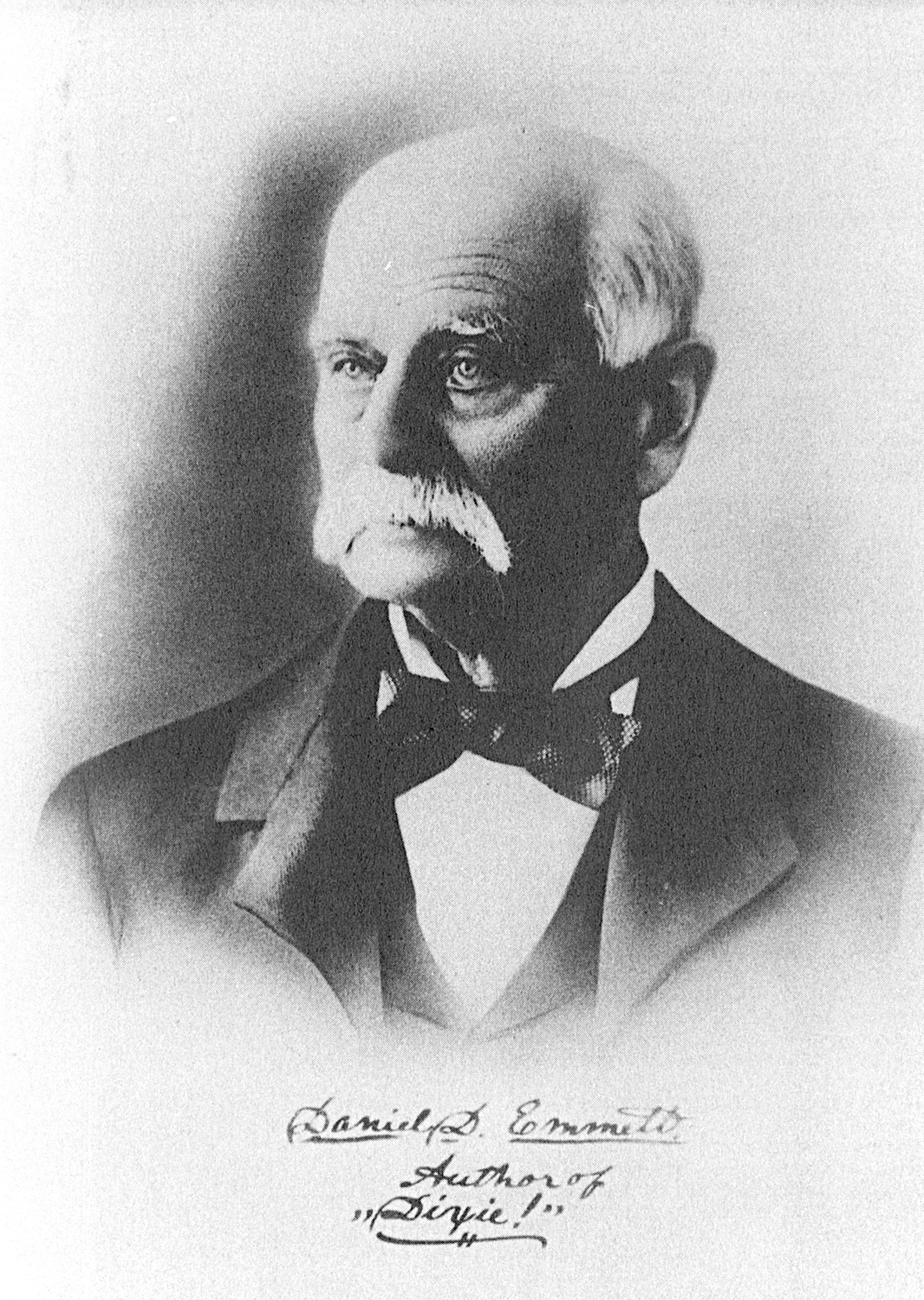
Fotografía de Dan Emmett con "Autor de 'Dixie!'" escrito en la parte inferior. El retrato perteneció a Ben y Lew Snowden del condado de Knox, Ohio.

Aun así, «Dixie» no fue rechazada de plano en el Norte. Un artículo en el New York Tribune, c. 1908, dijo que "aunque 'Dixie' llegó a ser considerada como una canción del Sur, los corazones de la gente del Norte nunca se enfriaron. Al presidente Lincoln le encantó, y hoy es la canción más popular del país, independientemente de la sección ". En 1934, la revista musical The Etude afirmó que "el sentimiento seccional unido a Dixie se ha olvidado hace mucho tiempo, y hoy se escucha en todas partes: norte, este, sur y oeste".
 

«Dixie» se había convertido en el legado más perdurable de Emmett. En el censo de 1900 del condado de Knox, la ocupación de Emmett se da como "autor de Dixie". La banda en el funeral de Emmett tocó «Dixie» cuando fue llevado a su tumba. Su marcador grave, colocado 20 años después de su muerte, lee, 

## Silbando «Dixie»
La canción agregó un nuevo término al léxico estadounidense : "Whistling 'Dixie'" (Silbar" Dixie) es una jerga que significa" [involucrarse] en fantasías rosadas irreales ". Por ejemplo, "¡No te quedes sentado silbando 'Dixie'!" es una reprimenda contra la inacción, y "¡No solo estás silbando 'Dixie'!" Indica que el destinatario es serio sobre el asunto en cuestión. 

## Interpretaciones modernas
En 1943, la película de Bing Crosby Dixie (una película biográfica de Dan Emmett) presentó la canción y formó la pieza central de la final. Sorprendentemente, Crosby nunca grabó la canción comercialmente. 
Comenzando en el Movimiento por los derechos civiles en Estados Unidos en las décadas de 1950 y 1960, los afroamericanos frecuentemente han desafiado a «Dixie» como una reliquia racista de la Confederación y un recordatorio de décadas de dominación y segregación de los blancos. Esta posición se amplificó cuando los opositores blancos a los derechos civiles comenzaron a responder a canciones como «We shall overcome» con el himno confederado no oficial.
La primera de estas protestas provino de estudiantes de universidades del sur, donde «Dixie» era un elemento básico de varias bandas de música. Desde entonces, han ocurrido protestas similares en la Universidad de Virginia, el Instituto de Tecnología de Georgia y la Universidad Tulane. En 1968, el presidente de la Universidad de Miami prohibió la canción de las actuaciones de su banda.
El debate ha ido más allá de las poblaciones estudiantiles. Los miembros de la 75.ª banda del ejército de Estados Unidos protestaron «Dixie» en 1971. En 1989, tres senadores negros de Georgia se retiraron cuando la Reina de las Patatas Dulces de Georgia cantó «Dixie» en la cámara de Georgia. Mientras tanto, muchos musicólogos negros han desafiado los orígenes racistas de la canción. Por ejemplo, Sam Dennison escribe que "Hoy en día, el desempeño de 'Dixie' aún evoca visiones de un Sur impenitente, militarmente recalcitrante, listo para reafirmar sus antiguas teorías de la supremacía blanca en cualquier momento.... Esta es la razón por la que el juego de 'Dixie' todavía causa reacciones hostiles ".
Por otro lado, para muchos sureños blancos, «Dixie», como la bandera de la Confederación, es un símbolo de la herencia e identidad del sur. Hasta hace poco, algunas universidades del Sur mantenían la canción de lucha «Dixie», junto con la mascota Rebelde y el símbolo de la escuela de bandera de batalla Confederada, a pesar de las protestas. Los sitios web de herencia confederada presentan regularmente la canción, y los grupos de herencia confederada cantan habitualmente «Dixie» en sus reuniones. En su canción " Dixie on My Mind ", el músico country Hank Williams, Jr., cita la ausencia de «Dixie» en las estaciones de radio del Norte como un ejemplo de cómo la cultura del Norte palidece en comparación con su contraparte del Sur.
Otros consideran que la canción es parte del repertorio patriótico estadounidense a la par con «America the Beautiful» y «Yankee Doodle». Por ejemplo, el Juez Presidente William Rehnquist incluyó regularmente a «Dixie» en su canto anual para la Cuarta. Conferencia Judicial del Circuito en Virginia. Sin embargo, su desempeño llevó a algunos abogados afroamericanos a evitar el evento.
Las campañas contra «Dixie» y otros símbolos confederados han ayudado a crear un sentido de ostracismo político y marginación entre los sureños blancos de la clase trabajadora. Los grupos de la herencia confederada y la literatura proliferaron a finales de los años 80 y principios de los 90 en respuesta a la crítica de la canción. El periodista Clint Johnson llama a la oposición moderna a «Dixie» "una conspiración abierta, nada secreta" y un ejemplo de corrección política. Johnson afirma que las versiones modernas de la canción no son racistas y simplemente refuerzan que el Sur "exalta la familia y la tradición". Otros partidarios, como el senador estatal Glenn McConnell de Carolina del Sur, han llamado a los intentos de suprimir el genocidio cultural de la canción.
Los artistas que eligen cantar «Dixie» en la actualidad, generalmente eliminan el dialecto negro y combinan la canción con otras piezas. Por ejemplo, la versión de jazz de René Marie mezcla «Dixie» con «Strange Fruit», una canción de Billie Holiday sobre un linchamiento. «An American Trilogy» de Mickey Newbury (a menudo interpretada por Elvis Presley) combina «Dixie» con el «Himno de Batalla de la República» de la Unión (también llamado «From Dixie With Love») y el negro espiritual «All My Trials». Bob Dylan también grabó una versión de la canción para la película de 2003 Anónimos.
Como pieza instrumental, para innumerables personas «Dixie» no significa nada más que "el sur de Estados Unidos". Esta interpretación ha sido reforzada a través de los años de la cultura popular estadounidense. Por ejemplo, las bandas sonoras de los dibujos animados con personajes sureños como el Gallo Claudio a menudo reproducen «Dixie» para establecer rápidamente la escena. En la serie de televisión Los Dukes de Hazzard, que tiene lugar en un condado ficticio de Georgia, la bocina musical de " General Lee " toca las doce notas iniciales de la melodía de la canción. Sacks y Sacks argumentan que estas asociaciones aparentemente inocentes solo sirven para vincular a «Dixie» con sus orígenes en cara negra, ya que estos programas cómicos son, como el espectáculo de juglares, "poco elegantes, paródicos [y] dialectos". Por otro lado, Poole ve la bocina del auto «Dixie», como se usa en el "General Lee" del programa de televisión e imitado por los sureños blancos, como otro ejemplo del papel de la canción como un símbolo de la "revuelta de la clase trabajadora".
Sin embargo, en una tarifa más seria, «Dixie» señala "Southern". La canción se muestra en la película con una gran cantidad de largometrajes estadounidenses, a menudo para indicar las tropas Confederadas y la guerra civil estadounidense. Por ejemplo, Max Steiner cita la canción en la escena inicial de su partitura de finales de la década de 1930 a Lo que el viento se llevó como un instrumento nostálgico para establecer la escena y Ken Burns hace uso de versiones instrumentales en su documental de la Guerra Civil de 1990. 
Carol Moseley Braun, la primera mujer negra en el Senado y la única senadora negra en ese momento, afirmó que el senador Jesse Helms silbó a «Dixie» mientras estaba en un ascensor con ella poco después de la votación del Senado de 1993 sobre la insignia de la bandera confederada.
En 1965, Jan and Dean cantaron un verso de la canción en la canción «Whisling Dixie» en su álbum, Filet of Soul. 
En la serie House of Cards de Netflix, el personaje de Kevin Spacey, Francis Underwood, canta «Dixie» durante una ceremonia en su alma mater. Sus viejos amigos de la escuela aparecen y cantan el primer verso para gritar.
El guitarrista de la banda de Charlie Daniels, Bruce Ray Brown, realizó un instrumental en vivo con una guitarra deslizante para Freebird... La película banda sonora. 
El tema oficial de la campaña de Ben Carson, «This Is America», hace referencia al riff leitmotiv de la canción mientras se dirige fuera de su coro.
El comediante John Bishop interpretó la canción al final de su DVD en vivo Elvis Has Left The Building, mientras se le unió el Liverpool Harmonic Gospel Choir.